# Långsjöblik
Långsjöblik är ett naturreservat på 200 ha beläget i Älvdalens kommun, i Dalarna. Långsjöblik är också namnet på toppen som når 768 m ö.h.
Skogen på Långsjöblik har ett stort naturvärde med urskogsinslag, vissa tallar är 300- 400 år gamla. 
Bilden: Brandljud